# Poiana (gmina w okręgu Gałacz)
Poiana – gmina w Rumunii, w okręgu Gałacz. Obejmuje miejscowości Poiana i Vișina. W 2011 roku liczyła 1686 mieszkańców. 